# Targhe d'immatricolazione dell'Azerbaigian

Targa azera standard

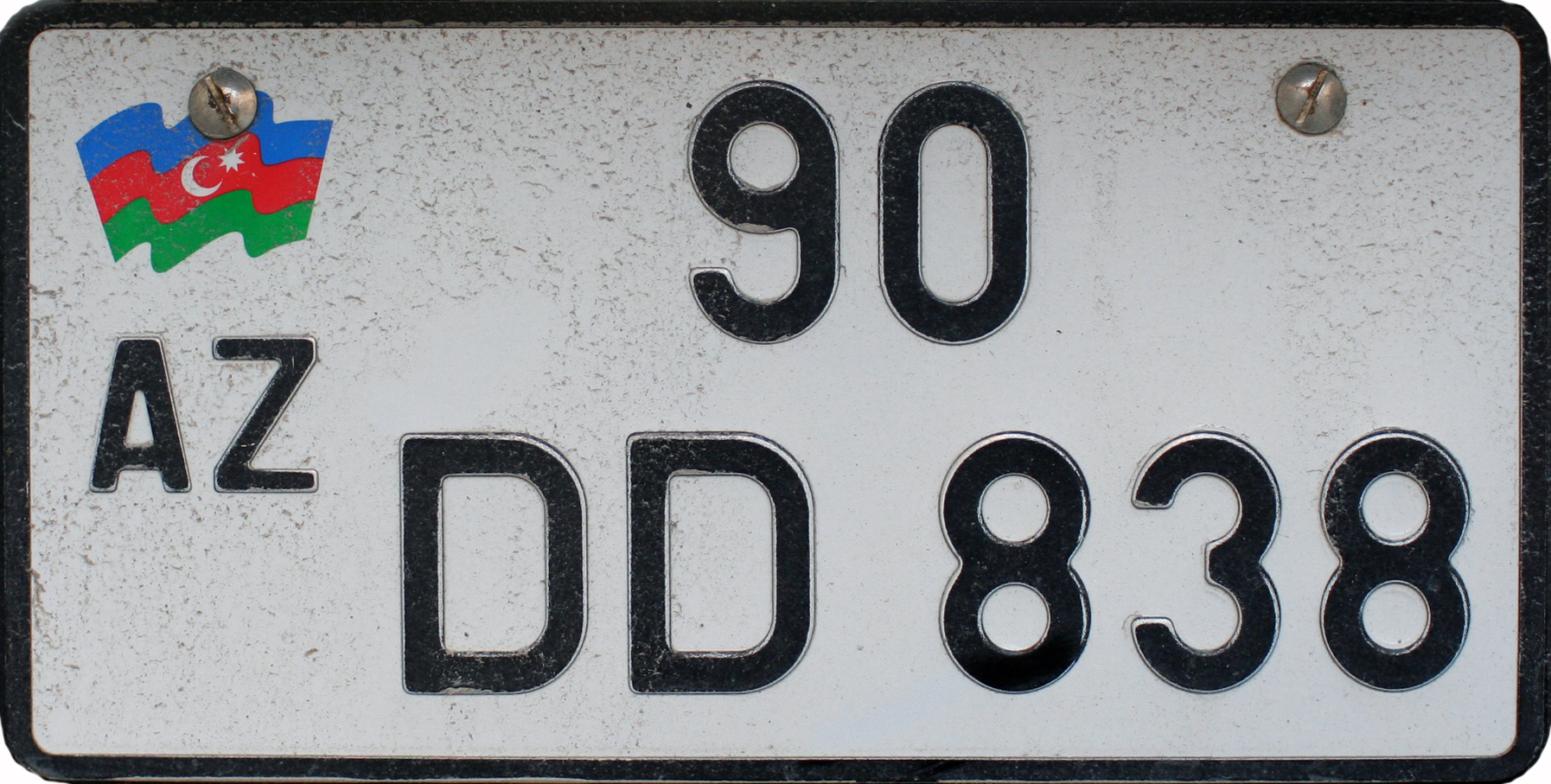
Targa posteriore su doppia linea, del tipo utilizzato fino a settembre 2011

Le targhe d'immatricolazione dell'Azerbaigian sono destinate ai veicoli immatricolati nel paese transcaucasico.

## Caratteristiche

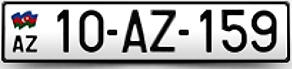
Formato ordinario in uso dal 1994 a settembre del 2011

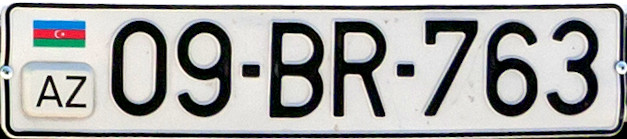
Formato introdotto a settembre 2011 con microchip sotto la sigla internazionale "AZ" in rilievo

Dal 1994 le targhe azere sono generalmente composte dalla sigla automobilistica internazionale AZ di colore nero sotto la bandiera nazionale, due cifre che indicano la zona di immatricolazione, un trattino, due lettere (una sola nei motocicli), un secondo trattino ed altre tre cifre; le lineette non sono presenti nelle targhe su doppia riga. Fanno eccezione le macchine agricole, nelle cui targhe, pur avendo i caratteri disposti su due righe, un trattino separa l'unica lettera (che nei rimorchi agricoli è invariabilmente una "Q") dal numero di tre cifre in basso. I ciclomotori non vengono immatricolati.
Le targhe ordinarie, conformi agli standard europei, misurano 520 × 113 mm, mentre le dimensioni di quelle su doppia linea possono essere 278 × 200 mm o 330 × 140 mm; cifre e lettere sono nere su fondo bianco riflettente. Sul lato sinistro sono posizionate la bandiera dell'Azerbaigian e le lettere AZ. 
Nel settembre del 2011 è stato introdotto un nuovo formato in cui a sinistra la bandiera nazionale in alto è senza bordi ondulati, mentre in basso un microchip per l'identificazione elettronica del proprietario del veicolo è posizionato sotto la sigla internazionale AZ in rilievo. Sono state modificate le dimensioni delle targhe su due righe, prodotte in un unico formato di 305 × 152 mm.
I veicoli con targa su doppia linea hanno il microchip nell'angolo in alto a destra.

## Codici numerici e zone di immatricolazione corrispondenti
Le prime due cifre (eccetto "99") indicano il distretto o città in cui il veicolo è stato immatricolato secondo lo schema sotto elencato, mentre le due lettere e le successive tre cifre avanzano progressivamente (da AA-001 a ZZ-999). I distretti che in parte rientrano nel territorio della Repubblica dell'Artsakh e i codici numerici corrispondenti sono scritti in corsivo, mentre i numeri e i rispettivi distretti o città che fanno parte della Repubblica Autonoma di Naxçıvan sono scritti in grassetto. 
- 01 - Abşeron
- 02 - Ağdam
- 03 - Ağdaş
- 04 - Ağcabədi
- 05 - Ağstafa
- 06 - Ağsu
- 07 - Astara
- 08 - Balakən
- 09 - Bərdə
- 10 - Bakı (città) - fino al 2007
- 11 - Beyləqan
- 12 - Biləsuvar
- 14 - Cəbrayıl
- 15 - Cəlilabad
- 16 - Daşkəsən
- 17 - Şabran
- 18 - Şirvan (città)
- 19 - Füzuli
- 20 - Gəncə (città)
- 21 - Gədəbəy
- 22 - Goranboy
- 23 - Göyçay
- 24 - Hacıqabul
- 25 - Göygöl
- 26 - Xankəndi (città)
- 27 - Xaçmaz

- 28 - Xocavənd
- 29 - Xızı
- 30 - İmişli
- 31 - İsmayıllı
- 32 - Kəlbəcər
- 33 - Kürdəmir
- 34 - Qax
- 35 - Qazax
- 36 - Qəbələ
- 37 - Qobustan
- 38 - Qusar
- 39 - Qubadlı
- 40 - Quba
- 41 - Laçın
- 42 - Lənkəran (città e distretto)
- 43 - Lerik
- 44 - Masallı
- 45 - Mingəçevir (città)
- 46 - Naftalan (città)
- 47 - Neftçala
- 48 - Oğuz
- 49 - Saatlı
- 50 - Sumqayıt (città)
- 51 - Samux
- 52 - Salyan
- 53 - Siyəzən
- 54 - Sabirabad

- 55 - Şəki (città e distretto)
- 56 - Şamaxı
- 57 - Şəmkir
- 58 - Şuşa
- 59 - Tərtər
- 60 - Tovuz
- 61 - Ucar
- 62 - Zaqatala
- 63 - Zərdab
- 64 - Zəngilan
- 65 - Yardımlı
- 66 - Yevlax (città e distretto)
- 67 - Babək
- 68 - Şərur
- 69 - Ordubad
- 70 - Naxçıvan (città)
- 71 - Şahbuz
- 72 - Culfa
- 75 - Naxçıvan (città)
- 77 - Bakı (città) - dal 2021
- 85 - Naxçıvan (città)[2]
- 90 - Bakı (città) - dal 2007 al 2021
- 99 - diffusione nazionale

## Varianti del formato standard

Targa di una vettura del personale diplomatico dell'Italia (Paese identificato dal numero 021), con formato introdotto nel 2016

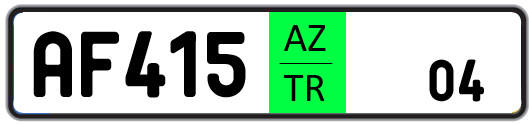
Esempio di targa di transito (04 = 2004, anno di validità)

Tipo in uso per taxi ed autobus

- Targhe diplomatiche: sono riconoscibili per il colore rosso, le scritte bianche e la mancanza della bandiera nazionale in alto a sinistra. Nel formato in uso dal 2016 le prime tre cifre, posizionate a sinistra della/e lettera/e nelle targhe su una linea e sulla riga superiore in quelle su doppia linea, identificano lo Stato o l'organizzazione internazionale in base al seguente ordine numerico crescente[3]:

| 001 | Turchia        | 002 | Francia             |
| 003 | Iran           | 004 | Russia              |
| 005 | Regno Unito    | 006 | Stati Uniti         |
| 007 | Germania       | 008 | Cina                |
| 009 | Iraq           | 010 | Sudan               |
| 011 | Pakistan       | 012 | Egitto              |
| 013 | Nazioni Unite  | 014 | Slovacchia          |
| 015 | Grecia         | 016 | Israele             |
| 017 | Kazakistan     | 018 | Georgia             |
| 019 | Libano         | 020 | Ucraina             |
| 021 | Italia         | 022 | Kirghizistan        |
| 023 | Uzbekistan     | 026 | Polonia             |
| 027 | Romania        | 029 | Arabia Saudita      |
| 032 | Giappone       | 033 | OSCE                |
| 034 | Paesi Bassi    | 036 | BERS                |
| 038 | Lettonia       | 041 | Corea del Sud       |
| 042 | Bielorussia    | 044 | Svizzera            |
| 047 | Lituania       | 049 | Qatar               |
| 050 | Unione europea | 053 | Brasile             |
| 056 | Austria        | 062 | Emirati Arabi Uniti |

- Targhe per proprietari di veicoli (persone fisiche o giuridiche) residenti all'estero: hanno i caratteri neri su fondo giallo; le cifre progressive sono sei, uno spazio separa le prime tre dalle restanti, es.: 012 345.
- Targhe provvisorie o di transito: sono composte da due lettere e tre cifre nere su fondo bianco; il numero di due cifre indicante l'anno di validità (es.: 17 = 2017), a destra e di dimensioni ridotte, è preceduto da una fascia verde verticale al cui interno sono scritte le lettere nere AZ e TR (Tranzit) rispettivamente sopra e sotto una lineetta orizzontale.
- Veicoli adibiti al trasporto pubblico di passeggeri: cifre e lettere sono bianche su fondo azzurro o blu.
- Rimorchi e vetture di autorità supreme del Paese o funzionari governativi: non sono presenti i trattini tra cifre e lettere.
- Autocarri: nelle targhe anteriori hanno la bandiera nazionale e le lettere "AZ" a destra anziché a sinistra.

### Sigle speciali (n = cifra da 0 a 9)

Facsimile di formato per veicoli intestati a imprese finanziate dal bilancio dello Stato (lettere "AA")

Formato giallo su una linea con lettera "H" assegnata a veicoli di proprietari stranieri residenti in Azerbaigian

Grafica utilizzata per auto intestate ad una società estera (lettera "M")

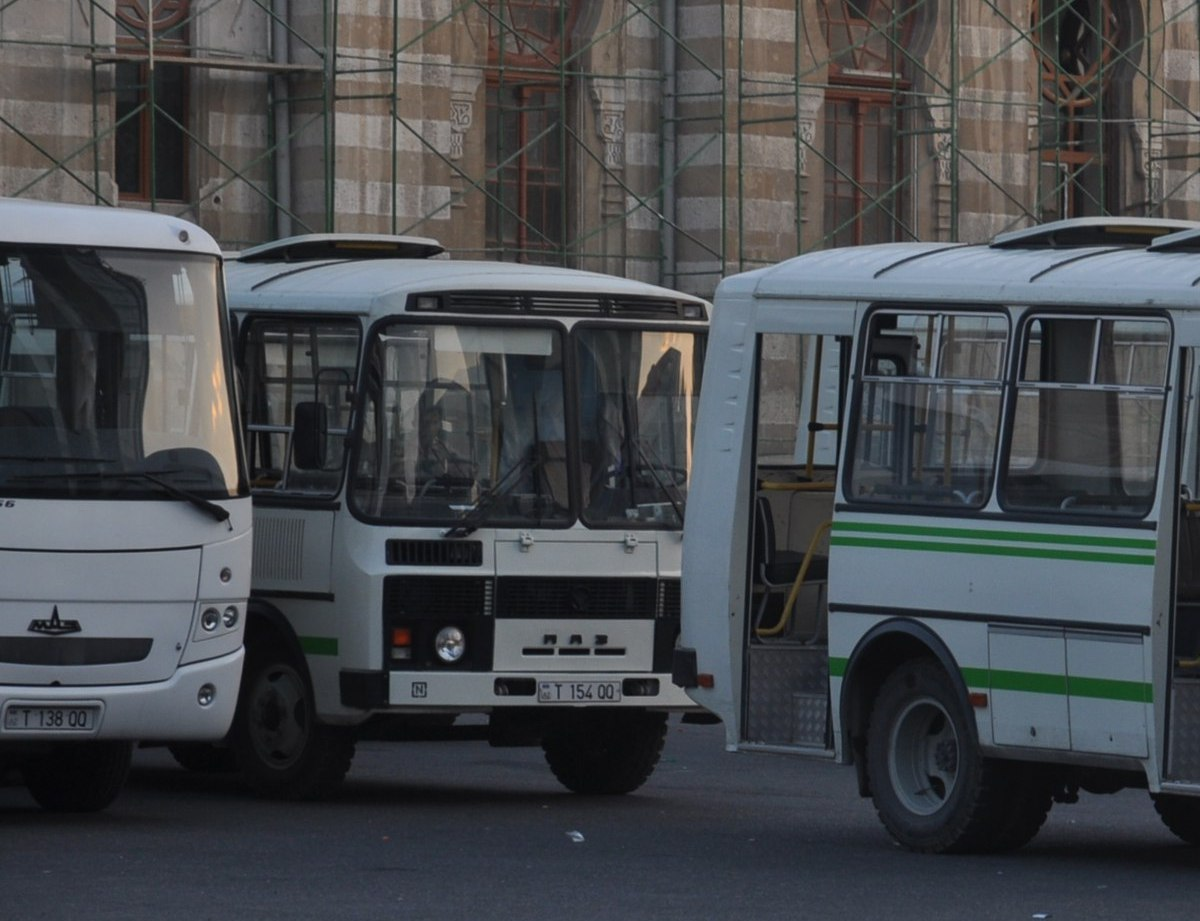
Targhe apposte su minibus dell'Esercito Azero

Targa di un veicolo del servizio di pattugliamento stradale

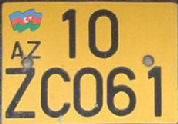
Il codice "ZC" identificativo dei rimorchi intestati a stranieri

- A 000 MN - Ministero della Difesa, Esercito (Műdafiyə Nazirliyi, da giugno 2014)
- AA–AZ - Veicolo intestato ad imprese finanziate dal bilancio dello Stato
- 10AD  001, 10AK  001 - Auto ufficiale del Presidente della Repubblica (solo targa posteriore)
- AO - Esercito Azero (Azərbaycan Ordusu, fino al 2014)
- AP - Servizio di Polizia postale (Azərbaycan Poçt Patrul Xidməti, presumibilmente fino al 2008)
- 10 AT (bianco su blu) - Automezzo adibito al trasporto pubblico su strada e taxi (fino al 2011)
- 90 AT - Taxi pubblico (dal 2011)
- D (bianco su rosso) - Personale diplomatico (Diplomatik Heyət)
- DQ - Truppe interne (Daxili Qoşunları)
- FH - Ministero delle situazioni di emergenza (Fövqəladə Hallar)
- FK (bianco su rosso, da agosto 2015) - Console Onorario (Fəxri Konsul)
- H (nero su giallo, lettera seguita da un numero di sei cifre) - Veicolo intestato ad uno straniero con residenza in Azerbaigian
- HH - Forze aeree (Hərbi Hava)
- HP - Polizia militare (Hərbi Polis)
- HT - Giustizia militare (Hərbi Tribunal)
- JA–JZ - Veicolo intestato a una società per azioni o ad un'impresa finanziata dal bilancio dello Stato
- K (nero su giallo, lettera seguita da un numero di sei cifre) - Veicolo di un'agenzia di stampa estera (Korrespondent, probabilmente fino agli ultimi mesi del 2000)
- M (nero su giallo, lettera seguita da un numero di sei cifre) - Veicolo di una società estera (Mission)
- MH - Assistenza medica militare (Hərbi Tibbi Yardim)
- MN - Ministero della Difesa, Esercito (Műdafiyə Nazirliyi, fino a giugno 2014)
- MQ - Guardia Nazionale (Milli Qvardiyasi)
- P - Motociclo della Polizia
- P (nero su giallo, lettera seguita da un numero di sei cifre) - Delegazione straniera in procinto di lasciare definitivamente l'Azerbaigian
- PA–PZ - Veicolo intestato a società per azioni o imprese finanziate dal bilancio dello Stato
- 10PA  001 - Auto ufficiale del Presidente della Repubblica (solo targa posteriore)
- PM - Servizi segreti del Presidente (President Mission)
- Q - Rimorchio agricolo o per macchina edile
- SFR (bianco su rosso) - Ambasciatore (Səfır)
- SQ - Truppe di Frontiera (Sərhəd Qoşunları)
- SX - Guardia costiera (Sərhəd Xidməti)
- T (bianco su rosso) - Staff tecnico accreditato presso un'ambasciata o un consolato (Texniki Xidməti)
- T 000 QQ - Ministero della Difesa, Esercito
- 10 TA–10 TH (bianco su blu) - Automezzo adibito al trasporto pubblico su strada e taxi
- 90 TA - Taxi pubblico (dal 2014)
- 90 Xn, 90 Vn, 90 Zn - Veicolo di proprietà aziendale
- XQ - Truppe del Caspio (Xəzər Qoşunları)
- YP - Servizio di pattugliamento stradale (Yol Patrul Xidməti)
- ZA–ZX - Rimorchio[4]
- ZC (nero su giallo, targa su doppia linea) - Rimorchio intestato ad uno straniero